# Stephen Russell
Stephen Russell est un acteur, metteur en scène et dramaturge américain.
Évoluant au théâtre, il est également spécialisé dans les voix de personnages, notamment dans les jeux vidéo. Il est notamment connu pour être la voix du voleur Garrett dans la trilogie Thief (1998-2004) et pour sa participation dans la série de jeux Fallout (1997-), dans laquelle il prête sa voix à de nombreux personnages depuis Fallout 3 (2008), dont les robots Mister Handy, le détective privé synthétique Nick Valentine et le synthétique DiMA. Il est également la voix de Corvo Attano dans Dishonored 2 (2016).

## Biographie

### Théâtre
Jouant au théâtre, Stephen Russell n'est pas uniquement sur les planches, mais porte également la casquette de metteur en scène ainsi que celle de dramaturge,.

### Devant la caméra
Peu présent devant la caméra, Stephen Russell apparaît entre 2007 et 2009 dans les films Noëlle (en) (2007), The Golden Boys (en) (2008), The Lightkeepers (en) (2009) et Hanté par ses ex (2009).

### Jeux vidéo
En parallèle, Stephen Russell est notamment connu pour être l'interprète du voleur Garrett dans la trilogie de jeu d'infiltration Thief, qui est composée des volets Dark Project : La Guilde des voleurs (1998), Dark Project 2 : L'Âge de métal (2000) et Dark Project: Deadly Shadows (2004).
En 1999, il continue sa collaboration avec le studio Looking Glass en prêtant sa voix dans System Shock 2,.
Interprétant en 2002 le personnage de Fallan Orbiplanax dans le jeu action-RPG Arx Fatalis, Stephen Russell entame sa première collaboration avec le studio Arkane Studios.
Dans le jeu Fallout 3 sorti en 2008, troisième volet de la franchise Fallout et premier à être développé par le studio Bethesda Softworks, Stephen Russell campe le rôle du mutant Harold tout en prêtant sa voix à tous les robots Mister Handy.
Toujours pour le studio Bethesda Softworks, il joue en 2011 trois personnages dans The Elder Scrolls V: Skyrim, cinquième volet de la franchise de jeu vidéo de rôle The Elder Scrolls : le chef de la Guilde des voleurs Mercer Frey, le Prince Daedra Clavicus Vile et son chien Barbas,.
En raison de l'utilisation de la technique de capture de mouvement, Stephen Russell est remplacé par Romano Orzari dans le rôle de Garrett pour le nouveau volet de la franchise Thief paru en 2014, développé cette fois-ci par Eidos Montréal et servant de redémarrage à la saga.
En 2015, s'il prête de nouveau sa voix aux Mister Handy pour les besoins du quatrième volet de la série de jeux Fallout, c'est sa prestation du détective privé synthétique Nick Valentine qui lui permet de recevoir de nombreux éloges de la part de la presse spécialisée et du public,,. Il interprète également son homologue robotique DiMa dans le contenu téléchargeable Far Harbor.
En 2016, il interprète le protecteur royal Corvo Attano dans le jeu d'action-aventure Dishonored 2, second volet de la franchise vidéoludique Dishonored développée par le studio Arkane Studios.
En 2017, Arkane Studios fait de nouveau appel pour à lui pour interpréter cette fois-ci le Dr Sylvain Bellamy dans le huis clos spatial Prey.
En 2018, il participe au jeu vidéo Underworld Ascendant (en).
En 2023, il prête sa voix au capitaine Petrova, à Larry Dumbrosky et à Victor Aiza dans le jeu Starfield, nouvelle production du studio Bethesda Softworks. 

## Ludographie
- 1998 : Dark Project : La Guilde des voleurs  (Thief: The Dark Project) : Garrett, le voleur
- 1999 : System Shock 2 : l'annonceur et William Bedford Diego
- 2000 : Dark Project 2 : L'Âge de métal (Thief II: The Metal Age) : Garrett et Karras
- 2002 : Arx Fatalis : Fallan Orbiplanax
- 2004 : Dark Project: Deadly Shadows (Thief: Deadly Shadows) : Garrett
- 2008 : Fallout 3 : les robots Mister Handy, Harold et les soldats de l'Enclave
- 2011 : The Elder Scrolls V: Skyrim : Mercer Frey, Clavicus Vile, Barbas et d'autres personnages
- 2015 : Fallout 4 : Nick Valentine et les robots Mister Handy
- 2016 : Dishonored 2 : Corvo Attano
- 2016 : Fallout 4 - Far Harbor : Nick Valentine et DiMA
- 2017 : Prey : le Dr Sylvain Bellamy
- 2018- : Fallout 76 : les robots Mister Handy
- 2023 : Starfield : le capitaine Petrov, Larry Dumbrosky et Victor Aiza